# Manex Goyhenetche
Manex Goyhenetche, Manex Goienetxe, Manex Goihenetxe Etxamendi, ou Jean Goyhenetche, né le 22 septembre 1942 à Estérençuby et mort le 2 mai 2004 dans le couloir du Biscaü (Béarn), est un professeur, historien, politicien, écrivain et académicien basque français de langue basque et française.

## Biographie
Manex Goyhenetche est le premier secrétaire de l'Université basque d'été (Udako Euskal Unibertsitatea). L'Académie de la langue basque (ou Euskaltzaindia), le nomme membre correspondant, le 27 juin 1975. Il a produit de nombreux ouvrages, principalement en langue française et quelques-uns en langue basque, 36 articles en langue basque.
Il a publié entre autres Histoire générale du Pays basque. Il meurt au cours d'une randonnée en Béarn, dans le couloir du Biscaü, réputé impraticable, s’écrasant au bas de la falaise. Il était en train d'achever le Ve volume de l'Histoire générale du Pays basque.